# I'm Breathless
I'm Breathless is een album van zangeres Madonna. Het album dateert uit 1990. Het album is gebaseerd op Madonna's rol als Breathless Mahoney in de film Dick Tracy, waarin ze speelt naast Warren Beatty. Muzikaal gezien bestaat I'm Breathless voornamelijk uit jazz, swing en popsongs. De nummers weerspiegelen Madonna's showgirlpersoonlijkheid en zijn beïnvloed door haar relatie met Beatty. De zangeres wilde muziek creëren die zou passen bij de stijl en productie van de film, die zich afspeelt in de tijd van de Untouchables. Op sommige delen in de liedjes zette ze haar stem harder en ze snorde de noten wanneer dat nodig was. Daarnaast rookte ze sigaretten om de stem van haar personage Breathless meer gevoel te geven. Van het album werden wereldwijd meer dan 7 miljoen exemplaren verkocht.

## Nummers
1. He's a man
2. Sooner or later
3. Hanky Panky
4. I'm going bananas
5. Cry baby
6. Back in business
7. Forbidden love
8. More
9. What can you lose?
10. Now I'm following you - part 1
11. Now I'm following you - part 2
12. Vogue